# Belly (gruppo musicale)
I Belly sono un gruppo musicale statunitense alternative rock originario di Boston attivo dal 1991 al 1996 e riformatosi nel 2018.

## Storia
Il gruppo è stato fondato da Tanya Donelly (Throwing Muses, The Breeders) e Fred Abong a Boston, ma è cresciuto a Newport (Rhode Island). Gli altri componenti della band sono stati i fratelli Tom e Chris Gorman.
Hanno debuttato con l'EP Slow Dust (1992), prima di trovare il successo con l'album d'esordio Star l'anno dopo. Il secondo disco, King, è uscito nel 1995. Tanya Donelly lasciò il gruppo nel 1996 per intraprendere la carriera solista sancendone lo scioglimento. Nel 2018 viene pubblicato il nuovo album, Dove con la stessa formazione originale.

## Formazione
- Tanya Donelly - voce, chitarra
- Gail Greenwood - basso
- Tom Gorman - chitarra
- Chris Gorman - batteria

## Discografia

### Album
- 1993 – Star, 4AD CAD 3002 CD, Regno Unito
- 1995 – King, , 4AD CAD 5004, Regno Unito
- 2018 – Dove

### Raccolte
- 2002 – Sweet Ride: The Best of Belly, CD, 4AD gad 2211 cd, Regno Unito

### EP
- 1992 – Slow Dust EP, , 4AD BAD 2009 CD, Regno Unito
- 1992 – Gepetto, CD, 4AD BAD 2018 CD, Regno Unito